# Pierkivaara
Pierkivaara är en kulle i Finland.   Den ligger i den ekonomiska regionen Norra Lappland och landskapet Lappland, i den norra delen av landet, 1 000 km norr om huvudstaden Helsingfors. Toppen på Pierkivaara är 193 meter över havet. Pierkivaara ligger vid sjön Pierkivaaranjärvi.
Terrängen runt Pierkivaara är platt, och sluttar söderut.  Trakten runt Pierkivaara är nära nog obefolkad, med mindre än två invånare per kvadratkilometer.